# 小野谷信號場
小野谷信號場（日语：／ Onotani Shingōjō */?）是位于日本滋贺县甲賀市、原為信樂高原鐵道信樂線的信號場。本信號場實際投入使用的時間只有2個月，因着同年5月發生了造成48人死亡、628人受傷的「信楽高原鐵道列車衝突事故」、路線停駛而暫停使用，即使在同年的12月8日信樂線重新運行，但本信號場卻一直處於停用狀態。最終於2018年11月，獲國土交通省批準後予以正式廢除。而信号装置和侧线等設施也於2021年5月前被拆除。 

## 概述
日本國有鐵道信樂線被編入特定地方交通线，于1987年改為第三部門鐵道信樂高原鐵道。1991年，因應在滋贺县甲贺郡信樂町（现甲贺市）舉辦的世界陶藝節，興建了線道上唯一的信號站以提高運輸量。先前該線為全線單一閉塞區間，途中各站皆不能辦理列車交會。
信樂線上的信號場設置，由信樂高原鐵道委託專責信號工程的公司負責，至於貴生川站因屬JR西日本管理，相關的信號設備改裝則由其子公司負責。整個項目共花費2億日圓。由於是應世界陶藝節執行委員會所提出的要求，相關費用一概由滋賀縣政府和信樂町政府以增加信樂高原鐵道的資本來支付抵銷。
由於這樣的安排可以讓JR西日本的列車直通運轉駛進信樂線內，因此JR西日本對於項目持積極的態度，不單借出了列車，還提供了車掌，至於駕駛員也是選取曾有在信樂線行駛經驗的人，共有8名；另一方面，滋贺县和信乐町亦希望把世界陶瓷节變成了每年舉行的活動，藉此向世界各地推廣並吸引日後可以更多人使用鐵路，對此計劃亦予以同意。最終信號站於1991年3月16日正式啟用。

## 信號場構造

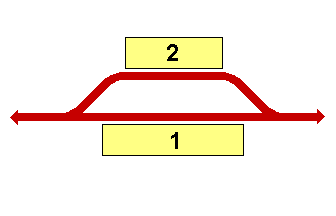
一般的「一線通行」配置 。當沒有月台部份時，則為信號場規格。

信樂線大致與国道307号並行，沿國道一直至與路軌交會的「古野踏切」（前往庚申山、飯道神社的小路）起再沿小路往西行（即向飯道神社方）約350米位置便可看到。此信號場採用了在原來主線旁邊增設多一條側線的「一線通行」（一線スルー）作交會的模式，側線設於靠近山坡的一邊，本線為靠向國道一側。當兩列列車要進行交會時，首先到達的列車會先駛入側線，讓後到的列車可以沿正線通過後，原有列車再從側線上駛回主線繼續行駛。
一般情況下，這種一線通行式的信號場，會跟一般可交會車站的車站配置相同，都會在返回單線後的轉轍器後方，加設一段短小、左向的安全側線路軌，當遇上危急情況下作為減輕傷亡規模的一種手段，可是在這個信號場中，卻沒有加設安全側線。

### 信號場與「信樂高原鐵道列車衝突事故」的關係

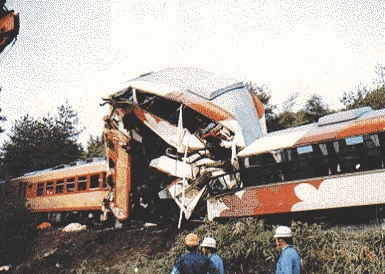
當年意外圖片（国土交通省圖片）

然而，由於JR西日本和信樂高原鐵道在工程核准後，竟然在未獲得許可的情況下，各自地修改了這個信號場的控制邏輯，並且都沒有向當時的運輸省提交报告。
1991年5月14日10:31，一列於10:30到達信號場內等候，來自JR西日本的3輛編成臨時快速列車「世界陶藝祭信樂號」（車序501D）在收到前方通行的燈後，由信號場開出，另一方面，位於信樂站的控制室內，職員確認一列剛從玉桂寺前站駛回的普通列車（車序531D）已到站，但出站的信號燈仍然顯示為「紅色」，在未有察覺還有一列臨時列車在軌道上行駛中的情況下，以為是信號系統出現了誤報，再加上委派確認的站員只是在站台上觀看前方的軌道並沒有列車在行駛中，便匯報前路暢通的情況下，最終指令一列往貴生川方向的4輛編成普通列車（車序534D）於10:25由信樂站出發，比原先的發車時間遲了11分鐘。結果約在10:35，兩列列車在距離紫香樂宮蹟站約500米（即現時新名神高速道路信樂IC出口處，約為貴生川站起9.1公里）處迎面相撞。其中，JR列車共有30名乘客死亡，信樂高原鐵道則有12人死亡，包括執勤中的駕駛員，以及4名剛下班、負責前一天駕駛工作的駕駛員、他們同時位處駕駛室內，結果全部罹難。至於位於JR列車上的駕駛員雖然受了重傷，但卻奇蹟地仍然生還，而在信樂列車上的車掌則是肇事列車上唯一生還的職員。

### 事發後的後續
事故发生后，信乐线停駛约七个月，滋贺县警方在信號場進行列車行駛调查與信号場测试。之後信樂線于1991年12月8日恢复行駛。但全線闭塞改为人员闭塞，並且停止使用本信號場。當時為了保全證據，所有的信號裝置一概以油桼被劃上白色「X」符號，直至一系列訴訟結束後才移除。
儘管號誌站不再使用，不過由於鐵路設施一旦廢止，將來若申請重新使用，將會更難獲得許可，因此設備只能繼續保留。轉轍器、軌道和號誌機等設備幾乎都保留於當年事故發生時的狀態。可是，設施雖然沒有被使用，但仍需要為它們的維護管理花費，對於經營狀況嚴峻的信樂高原鐵道來講，只會成為無休止的負擔，最終和甲賀市達成共識後，正式宣佈將本信號場廢止，2018年11月獲得日本國土交通省的廢止許可。
2020年，轉轍器與側線首先被拆除；信号设施和侧线轨道等设备的拆除工作已于2021年完成，並在2022年2月，在原有的側線路基上栽種了八棵樱花树。 

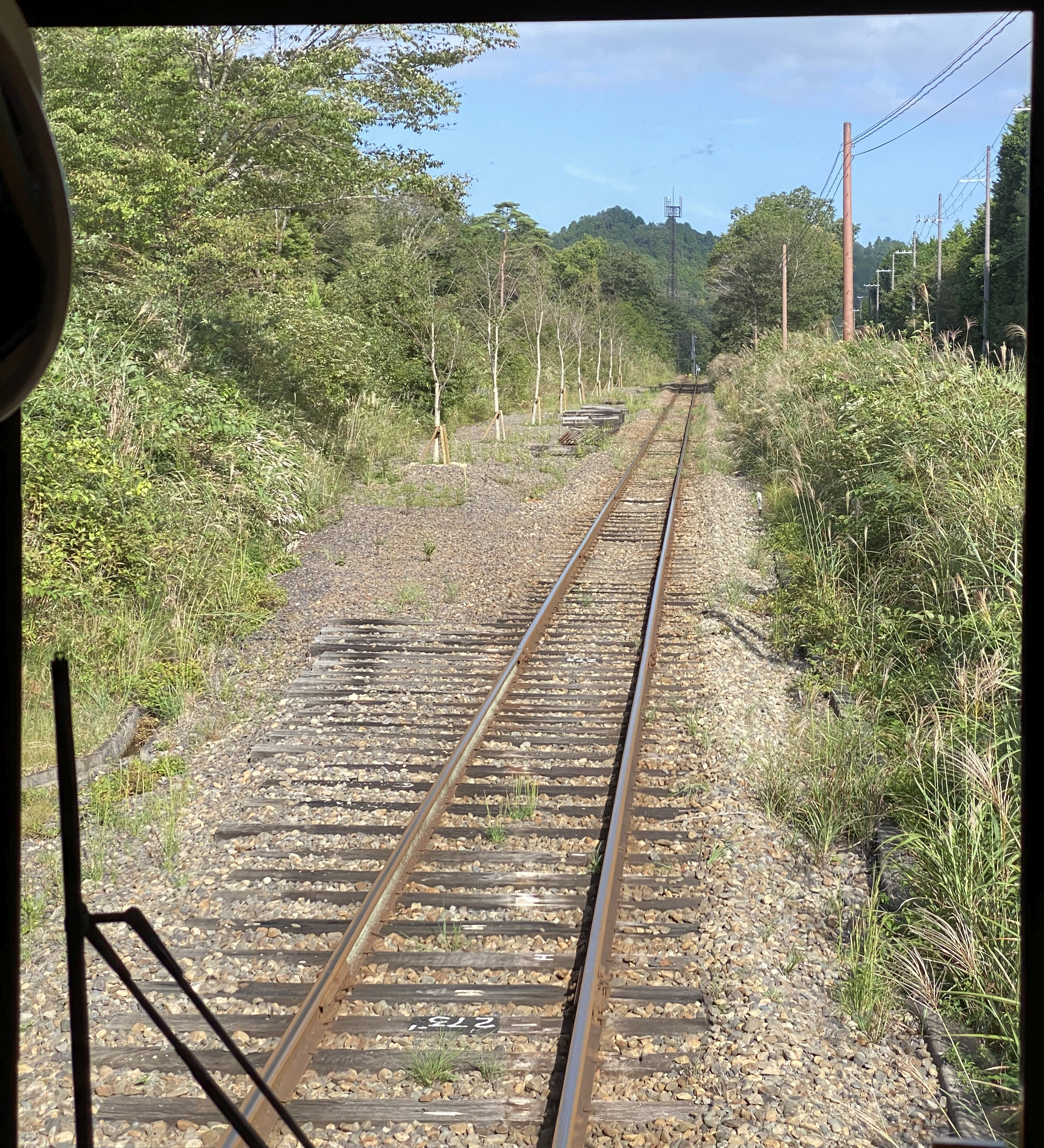
设备拆除后的信号站（2022年9月，从列车内拍摄）

## 相鄰車站
信乐高原铁道
　■信乐线
貴生川 - 小野谷信號場 - 紫香樂宮蹟